# Gornate Olona
Gornate Olona är en ort och kommun i provinsen Varese i regionen Lombardiet i Italien. Kommunen hade 2 193 invånare (2018).